# Bandar Abbas
Bandar-Abbas (em persa: بندرعباس) ou Bandar-e Abbas (em persa: بندر عباس), também romanizado como Bandar ‘Abbās, Bandar ‘Abbāsī, e Bandar-e ‘Abbās, anteriormente conhecida como Cambarão e Porto Comorão para os comerciantes portugueses, como Gombroon para os comerciantes ingleses, como Gamrun ou Gumrun aos comerciantes holandeses) é uma cidade portuária e capital da Província de Hormosgão na costa sul do Irã, no Golfo Pérsico. A cidade ocupa uma posição estratégica no Estreito de Ormuz, e é a localização da principal base da Marinha Iraniana. A cidade tem uma grande importância estratégica e comercial como um elo entre o Golfo e o interior iraniano-afegã com passagem facilidade, através das montanhas Zagros, para Carmânia, Yazd e Xiraz. Sua população, de acordo com o censo de 2006, é de 367.508 habitantes, com a estimativa, para 2012, de 426.353 habitantes. 

## Etimologia
Bandar Abbas sempre foi um porto, e todos os vários nomes que já recebeu derivam desta função. O nome mais conhecido através dos tempos (Gameron) tem sido, tradicionalmente, relacionado ao persa gümrük, ("alfândega") (do grego kommerkion, do latim commercium, "comércio), mas, atualmente, especula-se que tenha-se originado do persa kamrūn ("camarão", em português, sendo, portanto, similar ao antigo nome dado pelos portugueses).
Na década de 1980, seguindo um movimento que objetivava o uso de nomes iranianos para cidades, o nome da cidade Gameron, usado desde o século XVII, foi substituído pelo atual, Bandar Abbas.

## História
O registro mais antigo de Bandar Abbas é durante o reinado de Dario, o Grande (entre 586 e 522 aC). Comandante de Dario, Silacus, embarcou de Bandar Abbas para a Índia e o Mar Vermelho.
Durante a conquista do Império Aquemênida por Alexandre, o Grande, Bandar Abbas foi conhecido sob o nome de Hormirzad.
No século XVI, os portugueses estabeleceram-se na região. Construíram fortes na cidade, e a denominaram Gamru, utilizando-a como porto. A cidade recebeu seu nome após Abás, o Grande (xá da Pérsia de 1588 a 1629) a tomar em 1615. Depois de derrotar os portugueses na batalha naval de Ormuz - [carece de fontes?] - o xá converteu a cidade em um porto importante. Em persa, "bandar" significa "porto". A partir de 1740, o controle da cidade foi vendido aos governantes árabes, e, ao redor de 1780, foi efetuado pelos líderes de Mascate. Em 1868, durante o declínio de Mascate e Omã, a cidade retornou ao governo persa.
Bandar Abbas serve como um ponto importante de comércio, tendo uma longa história de comércio com a Índia. Todos os anos, milhares de turistas visitam a cidade e as ilhas próximas, incluindo Queixome e Ormuz.

## Geografia

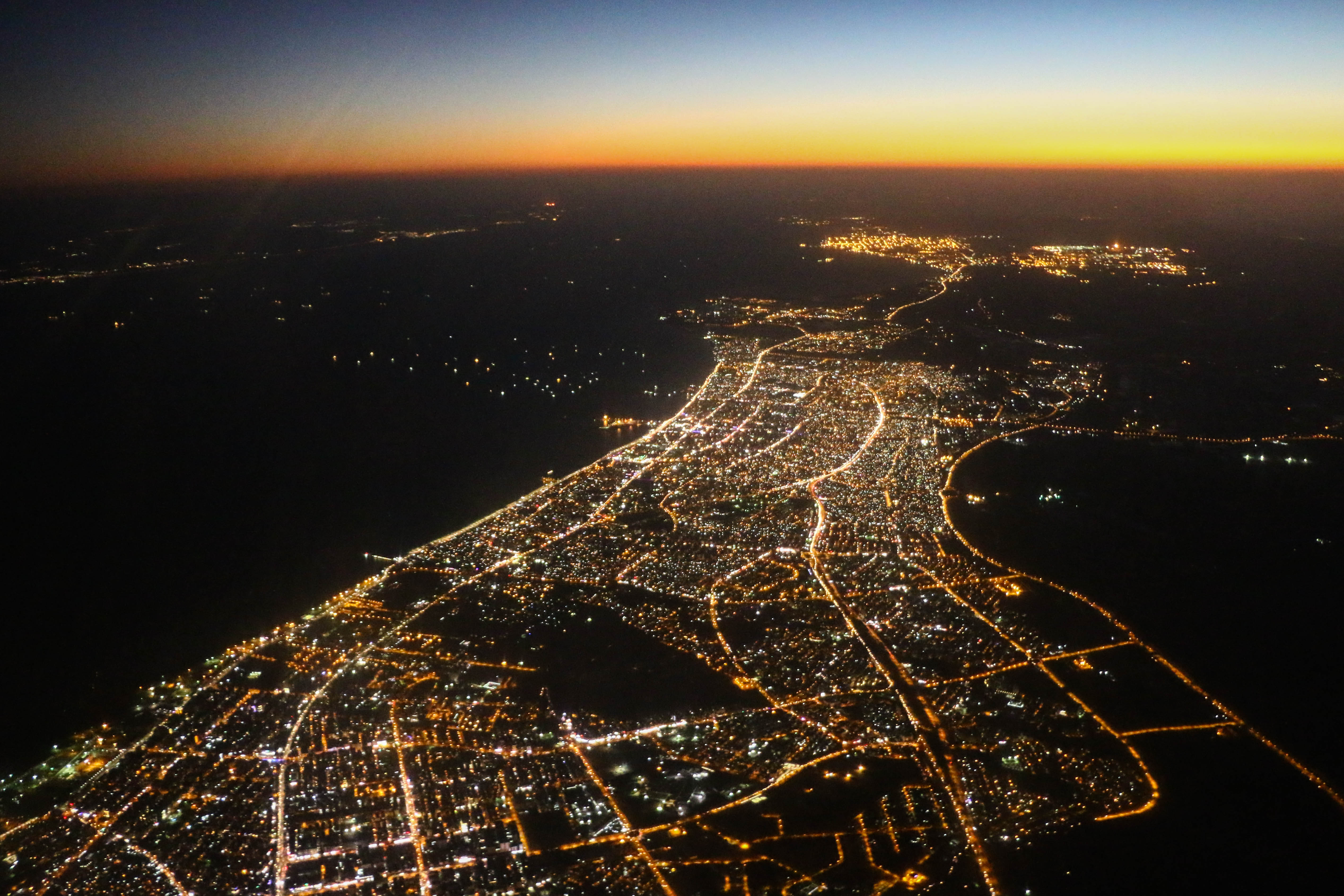
Bandar Abbas em 2019

Bandar Abbas está situada em uma planície, com uma altitude média de 9 metros sobre o nível do mar. As áreas elevadas mais próximas são o Monte Geno, a 17 km ao norte, e o Monte Pooladi, a 16 km ao noroeste da cidade. O rio mais próximo de Bandar-Abbas é o Rio Shoor, o qual tem a nascente no Monte Geno e deságua no Golfo Pérsico, a 10 km, ao leste da cidade.  Localiza-se a 16 km ao noroeste da ilha de Ormuz e a 85 km da costa do Omã.

### Clima
Bandar Abbas tem um clima quente e úmido. A temperatura máxima, no verão, pode alcançar os 49°C, enquanto que, no inverno, a temperatura mínima cai para cerca de 5°C. A precipitação anual é de cerca de 251 mm, e a umidade relativa do ar é de 66%.
| Mês                               | Jan  | Fev  | Mar  | Abr  | Mai  | Jun  | Jul  | Ago  | Set  | Out  | Nov  | Dez  |
| média das temperaturas mínimas °C | 12.1 | 14.0 | 17.5 | 20.9 | 24.7 | 28.0 | 30.3 | 30.1 | 27.7 | 23.5 | 18.0 | 13.5 |
| média das temperaturas máximas °C | 23.5 | 24.4 | 27.7 | 31.6 | 36.3 | 38.4 | 38.2 | 37.7 | 36.8 | 35.0 | 30.4 | 25.5 |
| precipitação mm                   | 39.7 | 47.5 | 34.8 | 10.7 | 4.8  | 0.0  | 0.6  | 2.2  | 0.8  | 1.3  | 5.0  | 24.0 |
| dias chuvosos                     | 3.3  | 3.1  | 2.6  | 1.3  | 0.2  | 0    | 0.1  | 0.2  | 0.1  | 0.1  | 0.4  | 2.3  |

## Demografia
A estagnação de Bandar Abbas (iniciada por volta de 1868)  levou a um nível estável de crescimento na primeira metade do século XX (de 10.000 habitantes em 1928 para pouco mais de 17.000 em 1956).
Após 1928, a população passou a ser formada quase exclusivamente por persas, incluindo pescadores, os quais não eram comuns  no Golfo Pérsico, o que explicava as dificuldades para o suprimento de conservas. Existiam também poucos árabes, além de outros povos, como portugueses-indianos de Goa. Os últimos indianos nã0-muçulmanos retornaram à Índia após a Segunda Guerra Mundial. Os xiitas constituíam a maioria da população, porém uma minoria sunita residia na parte ocidental da cidade.
A partir do final da década de 1960, o rápido desenvolvimento de Bandar-Abbas levou a um aumento correspondente na população. Em 1976, a região era a segunda em crescimento no país, perdendo apenas para a região metropolitana de Teerã. Posteriormente,  houve novo crescimento da população da cidade, devido à chegada de refugiados da Guerra Irã-Iraque.

A evolução histórica da população de Bandar Abbas é apresentada na seguinte tabela: 

### Idioma
Os bandaris (moradores de Bandar Abbas) falam bandari (بندری), um dialeto da língua persa. Bandari incorporou várias palavras das línguas europeias, como tawāl (do inglês towel, toalha), e da língua árabe, como atā [اتا], "vir"

## Economia
Em 1964, com a decisão de construir um novo porto de águas profundas em uma área bem abrigada a 8 km a sudoeste do centro da cidade, a realidade de Bandar Abbas mudou sensivelmente. Inaugurado em 1967, o porto possui uma capacidade anual de 1,5 milhões de toneladas de carga. Grande parte (90 por cento) da área do porto é voltada para a exportação de minério de cromita extraído em uma região 160 km ao nordeste; o ocre de Hormosgão também é fornecido a partir do novo porto. Em 1968, passaram pelo porto 220.000 toneladas de carga, 165.000 dos quais eram importações, e, em 1972-73, a tonelagem total chegou a 300.000. Ao mesmo tempo, a frota de pesca foi sendo revitalizada, e saída de conservas atingiu 2,5 milhões (60 por cento da capacidade). O renascimento do porto foi reforçado quando a sede naval iraniana no Golfo Pérsico foi transferida de Khorramshahr para lá em 1973, e quando uma rodovia de Bandar Abbas a Carmânia foi construída para acabar com o isolamento da porto com o interior do país.

### Produtos

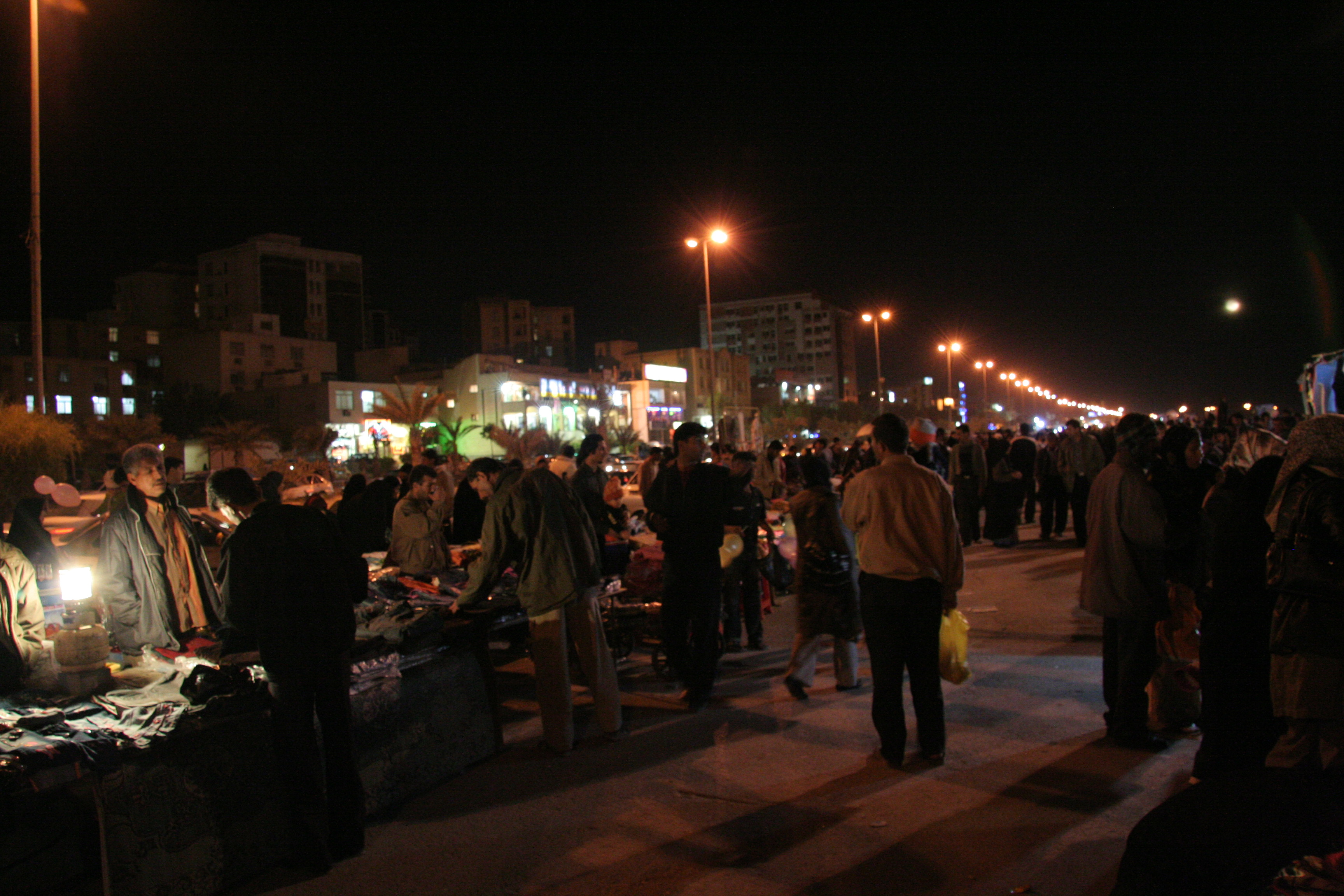
Mercado noturno em Bandar Abbas

- Tâmaras, cítricos, fumo e produtos industrializados (ex.: atum enlatado).

### Exportações
Mercadorias em trânsito, tâmaras, cítricos, fumo, pescado; antigamente, Bandar Abbas era famosa exportadora de artigos de cerâmica persa.

## Transportes
O Aeroporto Internacional de Bandar Abbas  (IATA: BND, ICAO: OIKB) tem capacidade para a operação de aeronaves de grande porte.

### Estradas
Bandar Abbas pode ser acessada através das seguintes rodovias:
- Bandar Abbas-Sirjan, 300 km a nordeste.
- Bandar Abbas-Carmânia, 484 km a nordeste.
- Bandar Abbas-Xiraz, 650 km ao norte.
- Bandar Abbas-Zahedan, 722 km ao leste.

## Universidades
- Universidade de Ciências Médicas de Bandar Abbas
- Universidade de Hormozgan
- Universidade Islâmica de Azad de Bandar Abbas